# 로스산토스 (그랜드 테프트 오토)
《로스 산토스》(영어: Los Santos)는 그랜드 테프트 오토 시리즈에서 등장하는 가상의 도시로, 캘리포니아주의 로스앤젤레스를 모티브로 만들어진 도시이다.

## 그랜드 테프트 오토: 산 안드레아스
로스 산토스는 미국 서부에 위치한 가상의 지역, 산 안드레아스에 위치한다. 전체적으로 봐서 도심을 관통하는 고속도로를 둘로 나눴을 때 로스 산토스는 서부와 동부로 2개의 권역으로 나누어볼 수 있다. 서부 로스 산토스는 도시의 "밝은" 지역으로서 아름다운 해변과 마리나, 고급 빌라들과 맨션, 부티크들이 늘어서 있는 곳이다. 동부 로스 산토스의 북쪽지역은 로스 산토스 시청과 로스 산토스 경찰서를 비롯한 관공서와 초고층 오피스들이 밀집되어있는 시의 중심부이다. 위의 두 권역에 반해 동부 로스 산토스의 남부는 시의 "어두운" 지역으로서, 하류층의 집들과 공업시설이 펼쳐져 있으며 갱들의 패권다툼으로 바람 잘 날이 없는 위험한 곳이다. 로스 산토스에 위치한 갱은 그로브, 발라스, 바고스 갱 등이 있다.
게임을 시작할 시 제일 처음 등장하는 도시이기도 하다. 주인공인 카를 존슨(Carl Johnson, 이하 CJ)는 이곳에서 형 스위트 존슨(Sweet Johnson)과 친구 빅 스모크(Big Smoke), 라이더(Ryder) 등과 함께 미션을 클리어한다. 로스 산토스에서의 마지막 미션(The Green Sabre)은 CJ가 발라스 갱(Ballas Gang)들과 총격전을 벌이다가, 텐페니(Tenpenny)가 CJ를 잡아서, 산 피에로에 위치해있는 엔젤 파인(Angel Pine)의 마을에 버리고 가는 것으로 로스 산토스에서의 미션은 끝이 난다. 하지만 미션 클리어가 90개가량 되었을 때 즈음, 로스 산토스로 다시 돌아오게 된다.
이 도시는 미국 캘리포니아주의 로스앤젤레스를 배경으로 만든 도시이다. 이것은 할리우드(HOLLYWOOD)의 패러디인 (VINEWOOD)사인이나 다운타운 로스 산토스의 마천루 등을 통해 알 수 있다. 실제로 로스앤젤레스의 여러 건축물 (그리피스 천문대, US 뱅크 타워 등) 을 닮은 건물들이 로스 산토스에 있다. 또 할리우드 명예의 거리 같은 특정 장소를 닮은 장소가 로스 산토스에 있기도 하다.